# Höchstspannungsleitung
Als Höchstspannungsleitungen werden technisch genutzte elektrische Leitungen im oberen Hochspannungsbereich bezeichnet. In der elektrischen Energietechnik zählen in Deutschland die Spannungsebenen 220 kV und 380 kV zur Höchstspannung. Außerhalb der elektrischen Netze werden Spannungen ab 300 kV (300.000 Volt) als Höchstspannung bezeichnet, wobei dafür kein einheitlicher Grenzwert festgelegt ist. Möglichst hohe Spannungen werden gewählt, um die Übertragungsverluste bei langen Transportwegen zu minimieren. Typische Werte der Betriebskapazitäten bei 380-kV-Hochspannungsleitungen liegen in der Größenordnung von 5 nF/km bis 10 nF/km, bei niedrigeren Spannungsebenen sind höhere Werte üblich. Das 380-kV-Netz wird daher fast ausschließlich in Form von Freileitungen realisiert, Erdkabel mit ihrem hohen Kapazitätsbelag kommen nur in Ausnahmefällen und auf kurzen Strecken zur Anwendung.
Verwendung findet Höchstspannung in Form von Wechselspannung in der überregionalen Leitungsebene von ausgedehnten Stromnetzen, der sogenannten Übertragungsnetzebene, und dient in Verbundnetzen zum Austausch und Handel von elektrischer Energie. Gebräuchliche Spannungen, es werden dabei die Effektivwerte der verketteten Spannung angegeben, sind in Europa 220 kV und 380 kV (400 kV) und in Teilen Russlands 750 kV. Die kanadische Hydro-Québec betreibt ein ausgedehntes Höchstspannungsnetz mit 735 kV. In Kasachstan gibt es mit 1,15 MV die Überlandleitung mit der weltweit höchsten Spannung (Drehstromleitung Ekibastus–Kökschetau).
Als Gleichspannung wird Höchstspannung bis zu ±1100 kV (2,2 MV), wie bei der chinesischen HGÜ Changji / Guquan, eingesetzt. Jene Übertragungstechniken werden als Hochspannungs-Gleichstrom-Übertragung bezeichnet, abgekürzt HGÜ oder UHVDC für englisch ultra high voltage direct current.

## Koronaentladung

Sinus-Wechselspannung:
1 = Amplitude/Scheitelwert
2 = Spitze-Tal-Wert
3 = Effektivwert
4 = Periodendauer

Höchstspannungsleitungen werden im Rahmen des europäischen Verbundsystems (vormals „UCTE-Verbundnetz“) mit Spannungen dauerhaft bis zum 1,15-fachen der Nennspannung betrieben, die als Effektivwert angegeben wird. Dies führt bei einem 380-kV-System zu einer Betriebsspannung bis 437 kV; bei der verwendeten Sinusform ergibt sich ein Scheitelwert von etwa 620 kV zwischen den Leitern. Immer dann, wenn dieser Scheitelwert erreicht wird, ist die elektrische Feldstärke rund um die Leitung so groß, dass die Durchschlagfestigkeit der Luft fast erreicht ist. Dann wird die Luft in unmittelbarer Umgebung des Leiterseiles ionisiert, also schwach leitfähig, und es geht Leistung verloren. Da dieser Effekt an Spitzen besonders ausgeprägt ist, wird die Feldstärke an diesen Stellen durch Koronaringe reduziert. Je größer der Krümmungsradius, desto geringer ist die elektrische Feldstärke an der Oberfläche und die dadurch entstehende Koronaentladung.
Ein weiteres Mittel zur Reduktion der Spitzenentladung ist die Vergrößerung des Krümmungsradius der Leitung durch Parallelschaltung von zwei bis vier Einzelseilen zu einem Bündelleiter. Die einzelnen Leiter des Bündelleiters werden dabei durch Abstandshalter auf exakten Abstand zueinander gehalten. Durch den vergrößerten Radius des Leiterverbundes wird die elektrische Feldstärke an der Oberfläche des Leiterbündels reduziert.
Trotz aller dieser Maßnahmen steigen die Verluste durch Koronaentladungen oberhalb einer Betriebsspannung von 500 kV erheblich an.
Koronaentladungen führen insbesondere zur Emission von Ultraviolettstrahlung. Viele Tiere können Ultraviolett jedoch wahrnehmen. Dies wird als eine Ursache dafür gesehen, dass einige Tiere Hochspannungsleitungen meiden. Mit Hilfe einer Koronakamera kann die Ultraviolettstrahlung der Koronaentladungen auch bei Tageslicht sichtbar gemacht werden.

## Erd- und Seekabel
Neben Freileitungen gibt es auch die Möglichkeit, Hochspannungsleitungen über vergleichsweise kurze Distanzen bis zu einigen 10 km als Erdkabel oder als gasisolierter Rohrleiter (GIL) unterirdisch zu verlegen. Dies betrifft vor allem obere Spannungsebenen mit Betriebsspannungen um 380 kV und darüber. Bei der Netzfrequenz 50 Hertz (also bei Wechselstrom) dürfen Erdkabel maximal 70 km lang sein, weil bei größeren Längen die kapazitiven Blindströme zu groß werden.
Bei Übertragungen von hohen Spannungen über weite Wasserstrecken hinweg werden bevorzugt Seekabel eingesetzt; hierbei wird häufig das Verfahren zur Hochspannungs-Gleichstrom-Übertragung (HGÜ) mit Spannungen zwischen 100 kV und 1 MV angewendet, um Verlusten durch hohen kapazitiven Belag bei der Verwendung von Wechselstrom entgegenzuwirken. Im Unterschied zu Drehstromsystemen gibt es bei HGÜ-Systemen keine Normspannungen. Mehrfach realisiert wurden ±500 kV (also 1 MV zwischen Hin- und Rückleiter).

## Hochtemperatursupraleitungen
Durch die Verwendung von GdBa2Cu3O7-δ anstatt Kupfers und Füllung eines Kabelkanals mit flüssigem Stickstoff konnten Hochtemperatursupraleitungen entwickelt werden, die fast 70 % mehr Leitungsfähigkeit nachweisen als die bisherigen Kabel. Eine erste Versuchsstrecke bei München befindet sich in Planung. Die Herstellung des Leitermaterials ist sehr arbeitsaufwändig (Stand 2021).

## Höchstspannungsleitungen in Deutschland

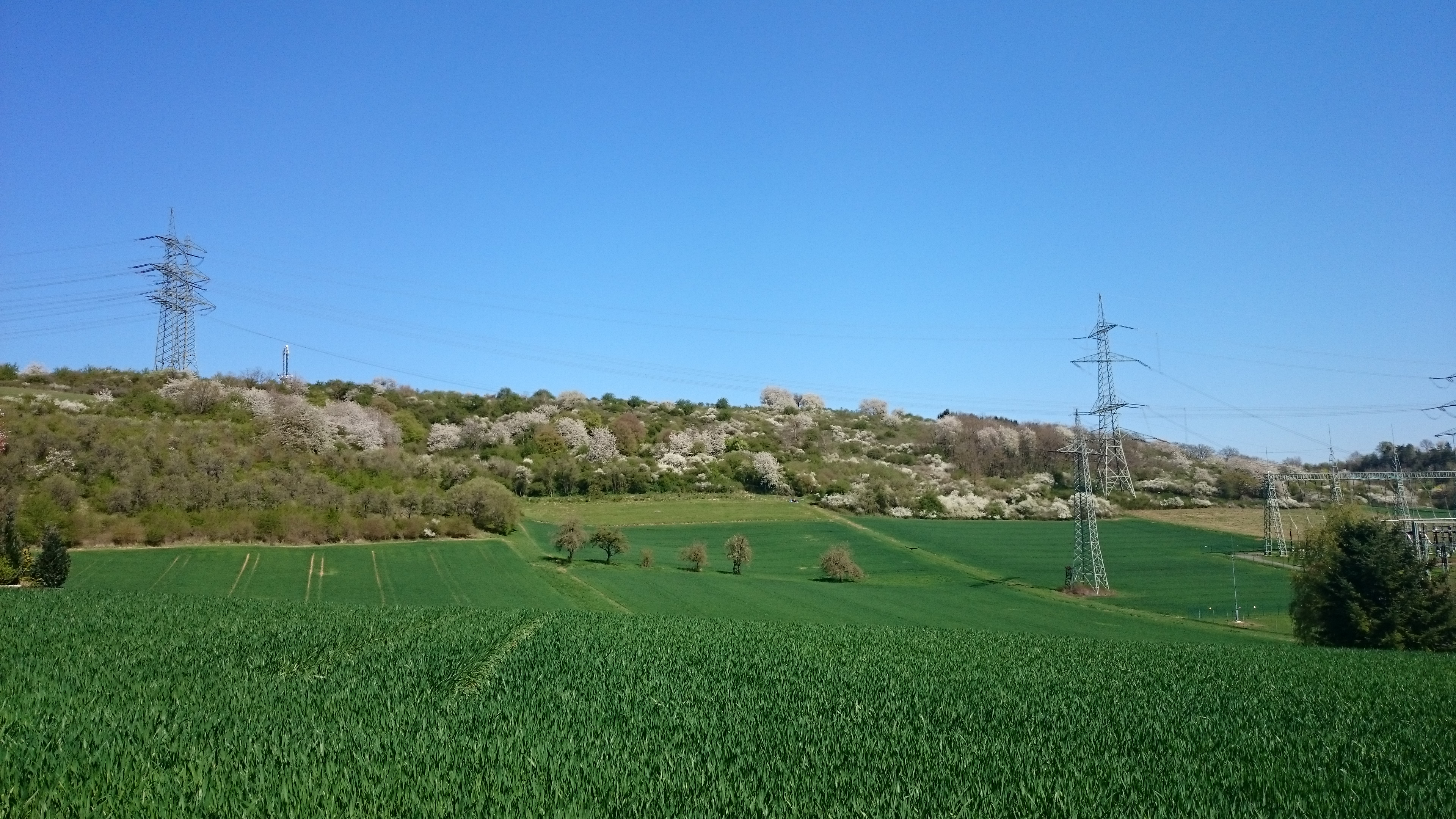
380-kV-Doppelverzweigung bei Aßlar zum Anschluss eines Abzweiges nach Dillenburg (links) sowie des dortigen Umspannwerkes an die 380-kV-Leitung Dauersberg-Gießen

- Im Höchstspannungsnetz sind die Nennspannungen auf der Ebene der Höchstspannung:
  - 220 kV
  - 380 kV

### Bedeutende/besondere Leitungen

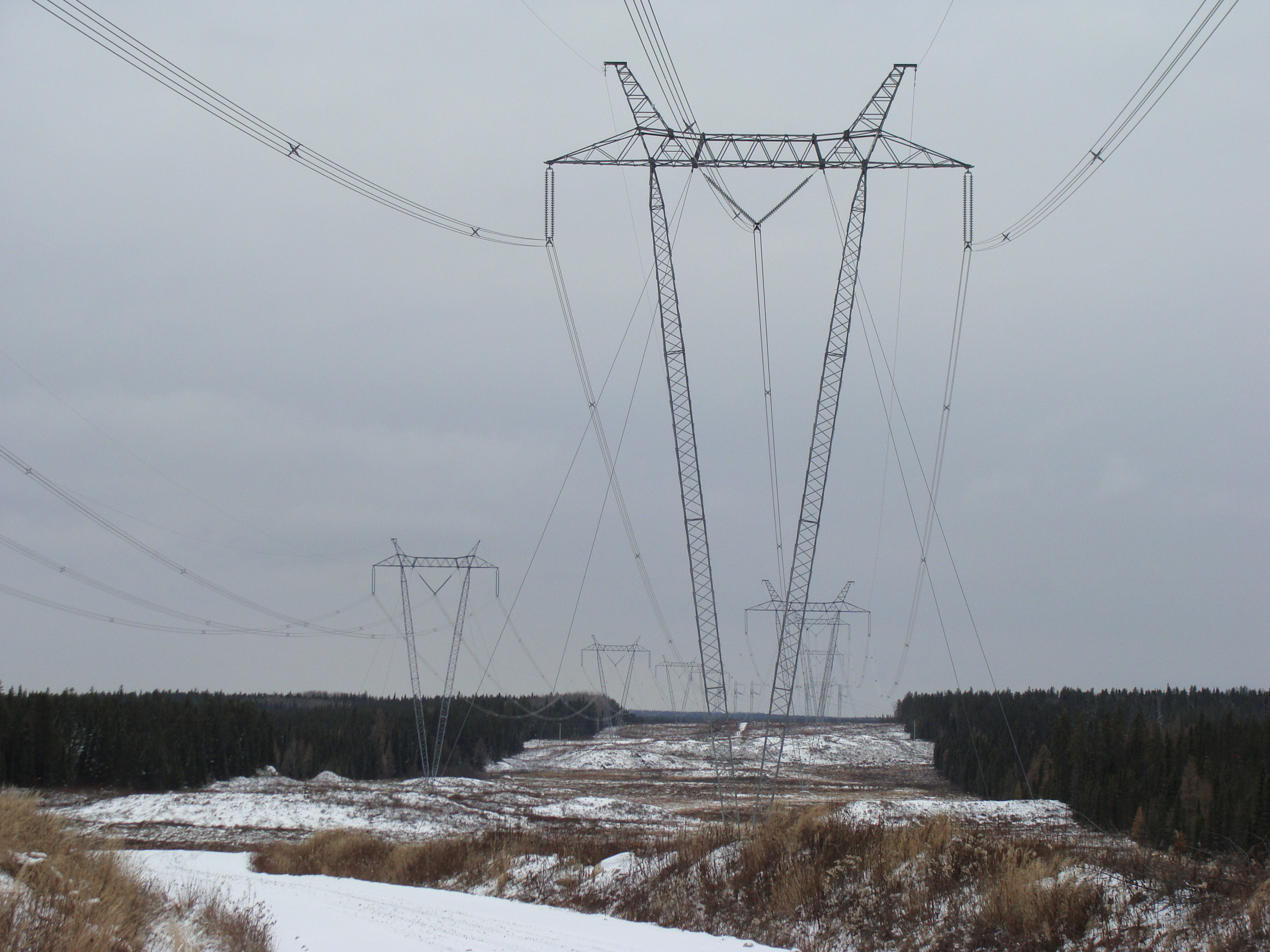
Freileitungen für 735 kV in Kanada

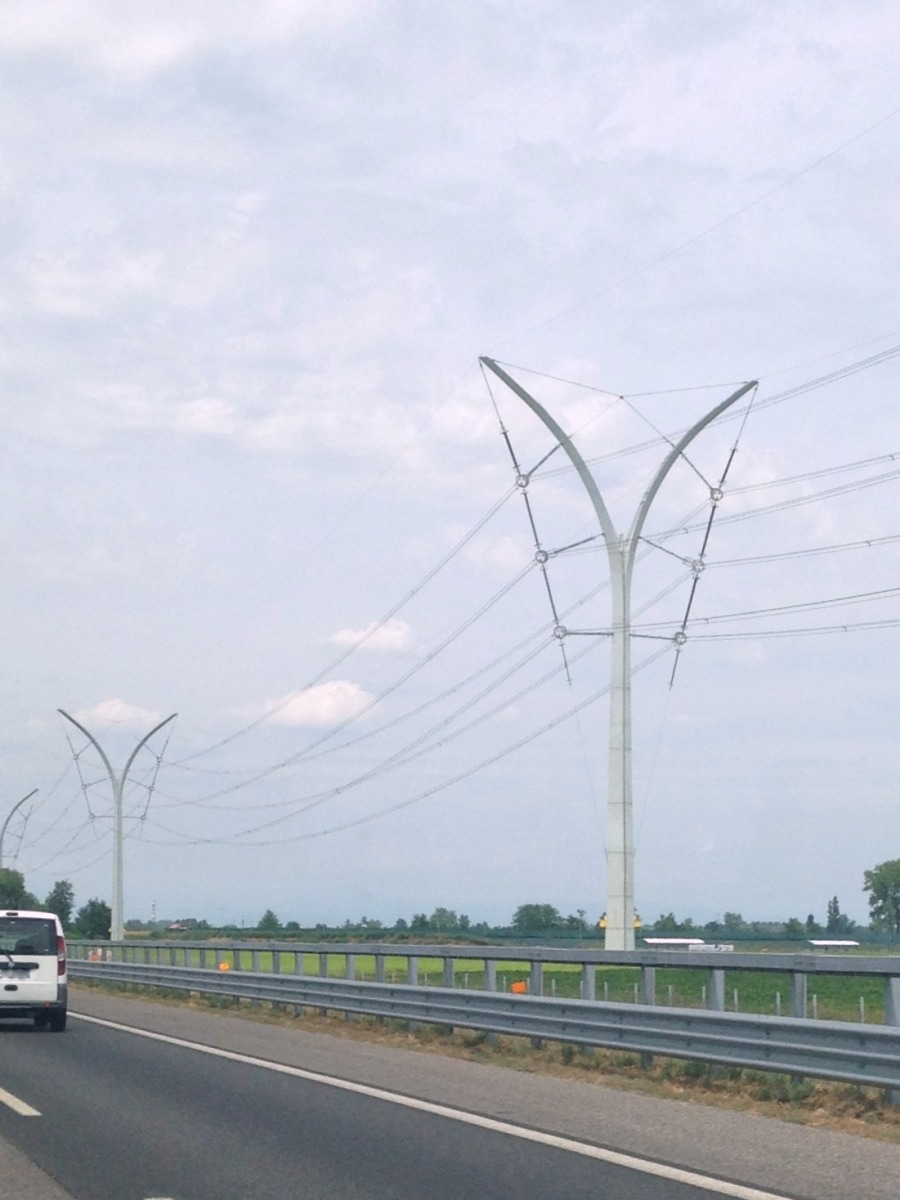
Freileitung für zwei 380 kV Systeme bei Pavia, Italien

- Nord-Süd-Leitung Bürs/Tiengen–Brauweiler, 1929, weltweit älteste Verbundleitung und erste Leitung mit 220 kV
- 380-kV-Leitung Etzenricht–Hradec, 1992, bis 1995 die einzige nicht mit dem UCPTE-Netz synchronisierte Leitung in Deutschland
- 380-kV-Transversale Berlin, 1970er Jahre, als Freileitung und Erdkabel ausgeführte Höchstspannungsleitung quer durch das Berliner Stadtzentrum
- 380-kV-Leitung Wolmirstedt–Greifswald, 1970er Jahre, längste Stromleitung in Deutschland
- HGÜ Baltic Cable, 1994, längstes Seekabel Europas und höchste Übertragungsspannung in Deutschland mit 450 kV
- 380-kV-Leitung Lübeck-Siems–Lübeck-Herrenwyk (Baltic Cable), einzige nicht mit dem übrigen 380-kV-Netz in Verbindung stehende 380-kV-Leitung
- HGÜ Kontek, 1996, 400 kV-Erd- und Seekabelverbindung zwischen Bentwisch und Bjæverskov Sogn (Dänemark)
- 380-kV-Leitung Mecklar-Vieselbach, 1995, Viererbündel auf hessischer Seite, Dreierbündel und andere Mastbauweise auf thüringischer, Synchronschluss der Stromnetze von Ost- und Westdeutschland

## Höchstspannungsleitungen in Österreich

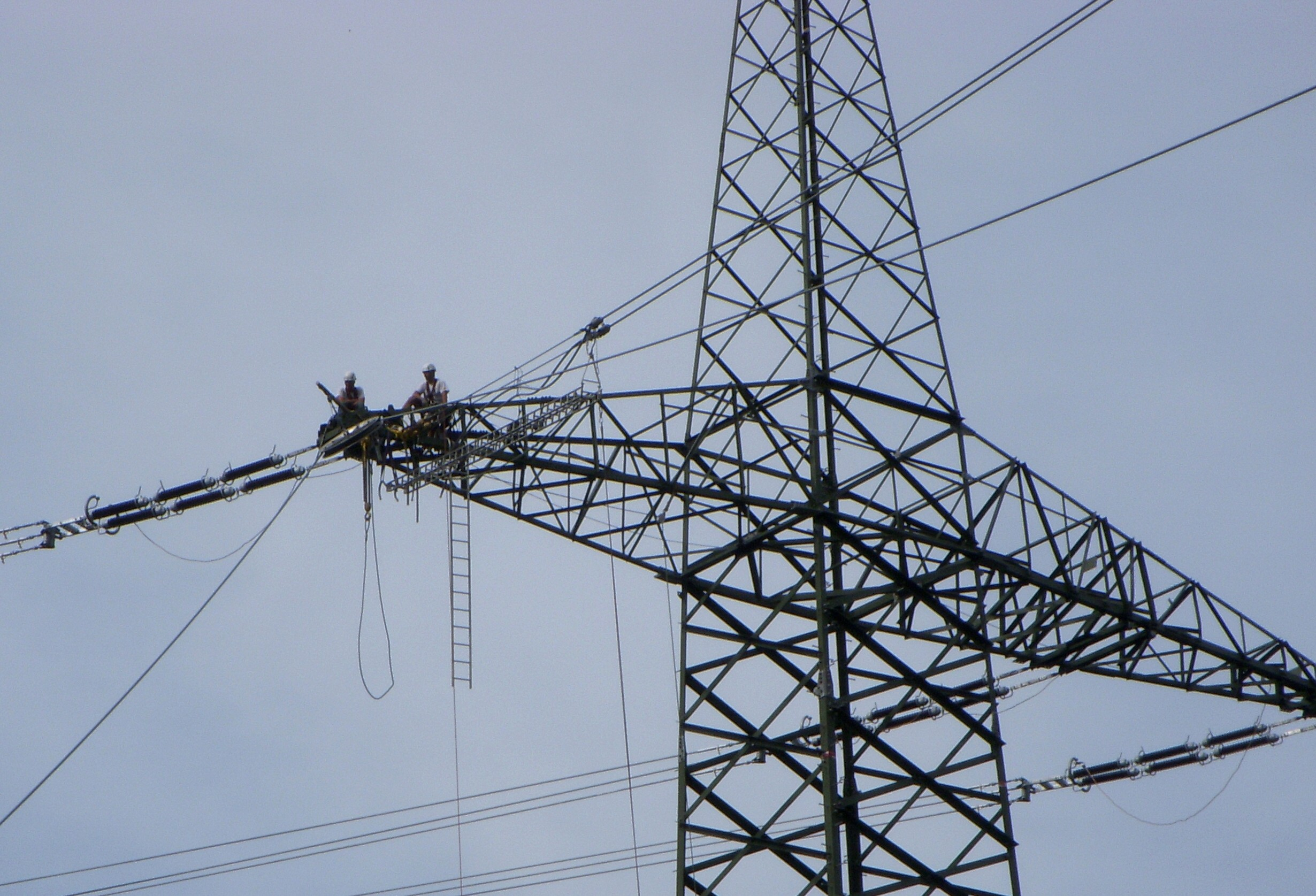
Arbeiten auf einem Mast bei Kaprun, Österreich

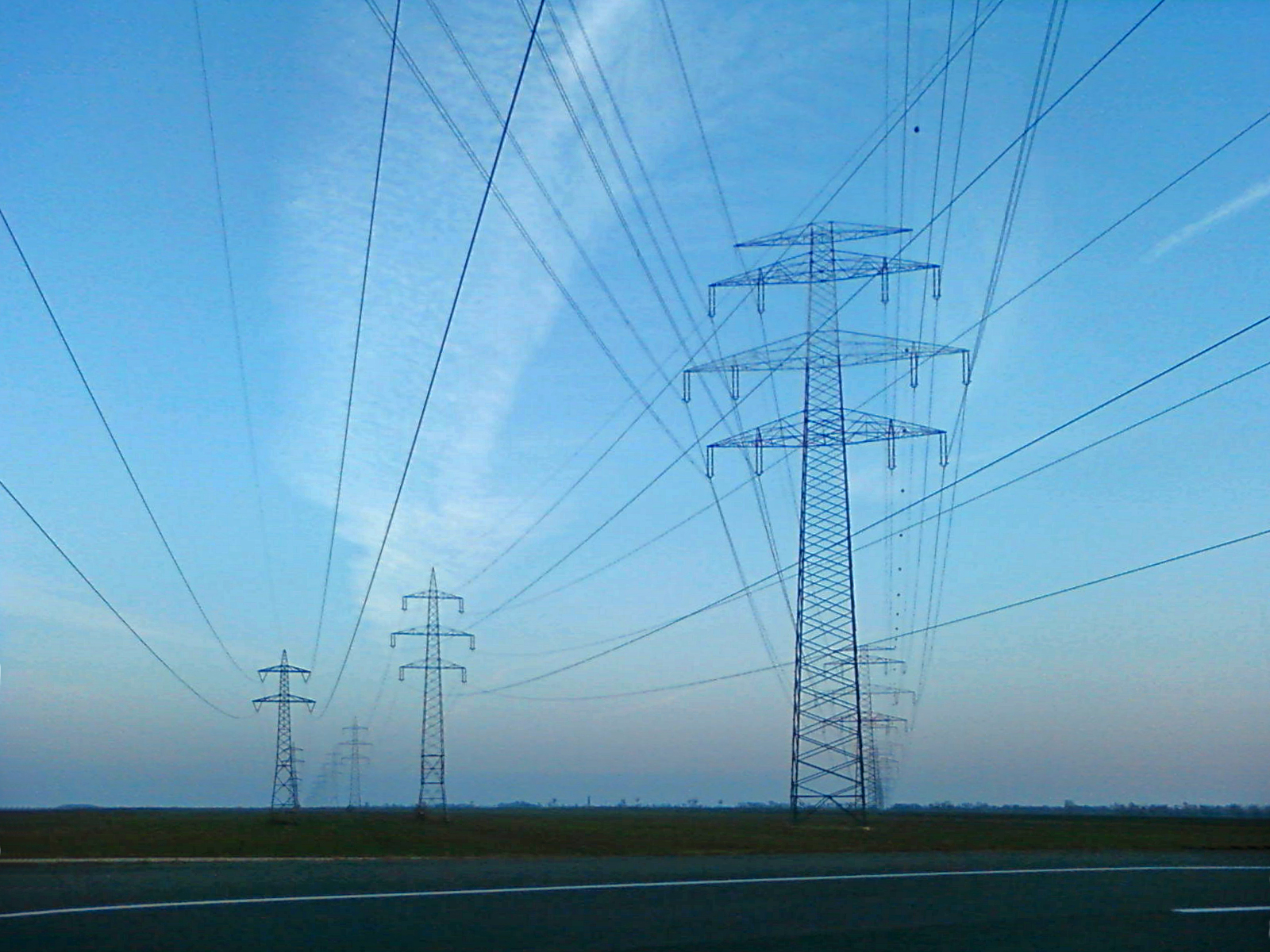
110-kV-, 220-kV- und 380-kV-Leitungen in Himberg, Österreich

Auch in Österreich wird das Hochspannungsnetz aus den Spannungsebenen 380 kV und 220 kV gebildet. Das 380-kV-Netz ist in Österreich nicht durchgängig ausgebaut, sondern in mehrere Segmente aufgeteilt, die untereinander über 220-kV-Strecken verbunden sind. Die 220-kV-Ebene kommt aus historischen Gründen unter anderem bei den Kraftwerken der Österreichischen Donaukraftwerke (DOKW) zur Anwendung. Der westliche Teil des 380-kV-Netzes in Vorarlberg und Westtirol dient vor allem dem Stromaustausch zwischen den benachbarten Staaten Deutschland, Italien und der Schweiz und ist wie in Vorarlberg direkt der Regelzone der TransnetBW zugeordnet.
Die östliche und größte Regelzone Österreichs, welche von der Austrian Power Grid AG (APG) betrieben wird, umfasst alle Bundesländer außer Vorarlberg. Darin bildet der geplante 380-kV-Hochspannungsring die zentrale Versorgung. Das 380-kV-Netz dient neben der Stromversorgung des Ballungsraumes um Wien auch dem Stromaustausch zwischen den Nachbarländern Tschechien, Ungarn und Slowenien im Süden. Der Verteilnetzbetreiber Wien Energie Stromnetz besitzt in der Bundeshauptstadt Wien als oberste Spannungsebene ein 380-kV-Netz in Kombination mit einem feinmaschigen 110-kV-Verteilungsnetz im städtischen Bereich. Die 220-kV-Ebene kommt in der Bundeshauptstadt nicht zur Anwendung. Im Frühjahr 2006 wurde die 400-kV-Nordeinspeisung Wien in Betrieb genommen, die neben der Südeinspeisung im Umspannwerk Wien-Südost einen zweiten Anschluss an den überregionalen 380-kV-Hochspannungsring darstellt.

## Höchstspannungsleitungen in der Schweiz

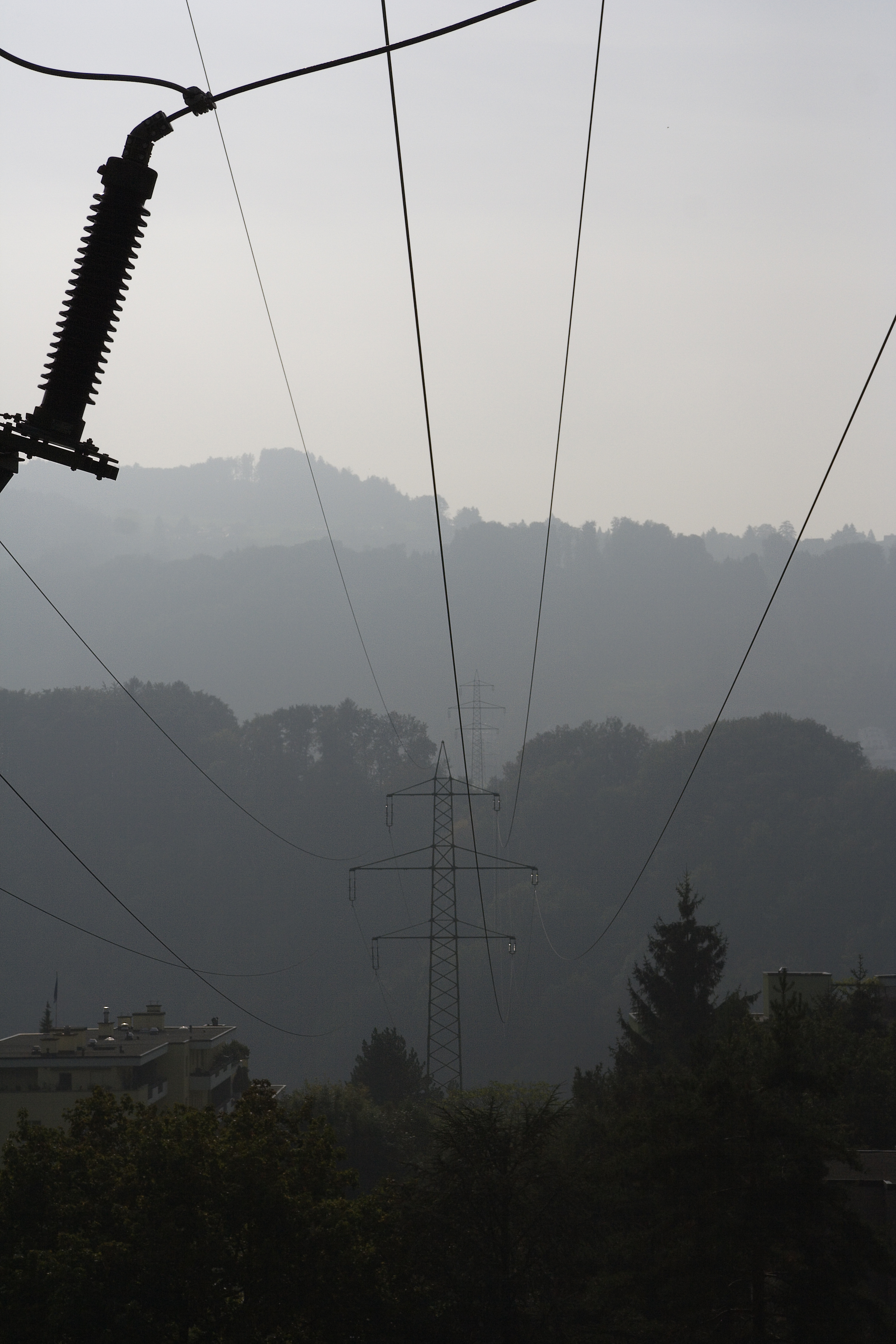
Hochspannungsfreileitung im Raum Zürich

Die in der Schweiz üblichen Spannungsebenen sind 380 und 220 kV. Heute ist die Stromversorgung landesweit mit Höchstspannungsleitungen von 380 kV gewährleistet. Als die Stadt Zürich begann, Elektrizität aus Graubünden zu beziehen, bedurfte es einer neuen Hochspannungsleitung von rund 120 Kilometern. Man hatte noch keine Erfahrung im Stromtransport über so große Distanzen. Heute ist diese Trasse auf ganzer Länge für 380 kV ausgelegt.
In den 1950er und 1960er Jahren erstellten die Nordostschweizerischen Kraftwerke ihre baugleichen 380-kV-Leitungen Bonaduz–Breite (bei Nürensdorf), Tavanasa–Breite (genannt Vorableitung), Breite–Beznau und Beznau–Laufenburg. Die Masten wurden für die heutigen Verhältnisse zu niedrig gebaut. Schon in den späten 1960er und den 1970er Jahren war man bemüht, möglichst hohe Masten zu bauen, um das Gebiet unter der Leitung besser nutzen zu können. Die Leitungen des Transportnetzes (380 und 220 kV) mit einer Länge von 6700 km sind seit 2014 vollständig im Eigentum der nationalen Transportnetzgesellschaft Swissgrid, welche auch die Regelzone CH innerhalb des europäischen Stromverbunds betreibt.

### Bedeutende/besondere Leitungen
- die längste Höchstspannungsleitung der Schweiz zwischen Laufenburg und Creux-de-Chippis,
- die Gotthardleitung,
- die Lukmanierleitung,
- die Vorableitung,
- die Leitung Sils–Fällanden des EWZ.

## Spannungsangaben bei Höchstspannungsleitungen
Die Spannungsangaben im Höchstspannungsnetz beziehen sich immer auf die Nennwerte der Netzspannung. Diese sind in den Netz- und Systemregeln der deutschen Übertragungsnetzbetreiber je nach Spannungsebene mit 220 und 380 kV festgelegt. In der europäischen Leitlinie für den Übertragungsnetzbetrieb ist für den Normalbetrieb des Netzes im 220-kV-Netz ein Spannungsband von 0,90 pu – 1,118 pu und im 380-kV-Netz ein Spannungsband von 0,90 pu – 1,05 pu festgelegt. Damit sind im Normalbetrieb folgende Spannungen zulässig:
- 220-kV-Netz: 198 kV – 246 kV
- 380-kV-Netz: 342 kV – 399 kV

Die Drehstromleitung Ekibastus–Kökschetau in Kasachstan ist eine Freileitung, die mit der höchsten Dreiphasenwechselspannung von 1,150 MV zwischen den Außenleitern betrieben wird.
In der Nähe von Celilo, Oregon, USA wurde eine HGÜ-Versuchsleitung für 1,33 MV errichtet. Sie sollte Teil einer 1,33-MV-Gleichstromleitung zwischen Celilo und dem Hoover Dam werden, die aber nie gebaut wurde. Die höchste Gleichspannung bei einer im Einsatz befindlichen Anlage liegt aktuell bei ±1100 kV (2,2 MV zwischen den beiden Leitern) bei der UHVDC zwischen Changji, China und Xuancheng, nahe Hangzhou, China mit ca. 12 GW Übertragungsleistung.

## Physikalische Experimente mit Höchstspannung
Höchstspannung kommt bei einigen physikalischen Experimenten vor, wie beispielsweise bei Linearbeschleunigern wie dem Van-de-Graaff-Beschleuniger.

## Höchstspannungserzeugung
Höchstspannungen im Bereich der elektrischen Energietechnik werden mittels Leistungstransformatoren in Kraftwerken aus den niedrigeren Spannungen der elektrischen Generatoren gewonnen. Elektrische Generatoren können konstruktionsbedingt keine Höchstspannungen erzeugen, weshalb man die niedrige Generatorspannung, einige kV bis zu einigen 10 kV, durch nahegelegene Maschinentransformatoren in Höchstspannung transformiert.
Daneben werden sie im Bereich der Hochspannungsprüfungen eingesetzt und durch Prüftransformatoren und für hohe pulsartige Vorgänge wie bei künstlichen Blitzentladungen durch Marx-Generatoren gewonnen. Im Bereich physikalische Experimente wird Höchstspannung beispielsweise mittels Hochspannungskaskaden oder Van-de-Graaff-Generatoren erzeugt.
Elektrische Spannungen mit Spitzenwerten über einigen Megavolt (MV) führen an Luft zu Teilentladungen wie den Koronaentladungen und sind aufgrund der aufwändigen und räumlich ausgedehnten Isolation technisch ab ca. 10 MV (= 10 Millionen Volt) nicht mehr handhabbar.

## Sicherheit
Bei Hochspannung und Höchstspannung kann ein Mensch von einem Spannungsüberschlag getroffen werden, wenn er sich einem unter Spannung stehenden Kabel nähert. Sicherheitsabstände müssen eingehalten werden. Bei nicht ausreichend isolierten oder an der Isolation beschädigten Stromkabeln können Spannungsdurchschläge auftreten.